# Вишневський Паладій Федорович
Вишневський Паладій Федорович (5 грудня 1910 — 10 вересня 2006) — український вчений-гідролог, доктор технічних наук, професор, завідувач лабораторії Українського науково-дослідного гідрометеорологічного інституту.

## Біографія
Народився 5 грудня 1910 р. в с. Прибудок Радомишльського району Житомирської області. У 1928–1932 рр. працював десятником-будівельником в організаціях при райвиконкомах у селищах Хабне та Бишів Київської області. 1932–1938 рр. — студент Харківського гідрометеорологічного інституту, який закінчив за спеціальністю «гідрологія».
У 1938–1946 рр. — інженер, старший інженер Харківського та Київського відділень інституту «Союзгазпроект» Наркомату шляхів сполучень.
1946–1948 рр. — навчався в аспірантурі Інституту гідрології і гідротехніки АН УРСР. 1949–1963 рр. — молодший науковий та старший науковий співробітник, завідувач Богуславської гідрологічної станції Інституту гідрології і гідротехніки АН УРСР. 1963–1996 рр. — старший науковий співробітник, керівник лабораторії Українського науково-дослідного гідрометеорологічного інституту.
Кандидатську дисертацію «Дощові паводки на території Української РСР» захистив у 1951 р. Докторську дисертацію «Зливи і зливовий стік» — у 1968 р.

## Наукова діяльність
Проводив теоретичні та прикладні дослідження дощових паводків та злив і зливого стоку, виконав районування території України за характером зливової діяльності та водної ерозії ґрунтів. Автор понад 90 наукових праць, зокрема кількох монографій.

## Наукові праці
- Гідрологічні розрахунки для річок України за відсутності спостережень. — 1962.
- Зливи і зливовий стік. — 1965.
- Расчет максимального ливневого стока при проектировании противоэрозионных сооружений в юго-западной части ЕТС. — 1971.